# شیمی آب
شیمی آب تجزیه و تحلیل و شناسایی آب و تعیین کمیت اجزای شیمیایی و خواص آب است که شامل آنیون‌ها و کاتیون‌های PH و عناصر کمیاب است؛ که در تحلیل شیمی آب بسیار مورد استفاده قرار می‌گیرد. تجزیه و تحلیل شیمی آب بیشتر در زمینه مطالعات کیفیت آب و آلودگی هوا و آب‌های گرم زمین کاربرد دارد.

## مواد و روش‌ها
بسته به نوع اجزا روش‌های مختلفی در تعیین مقدار یا نسبت استفاده از اجزا وجود دارد. درحالی‌که برخی از روش‌ها را می‌توان با تجهیزات آزمایشگاهی انجام داد اما بعضی مواقع هم نیاز به دستگاه‌های پیشرفته، مانند القایی همراه پلاسما طیف‌سنجی جرمی (ICP-MS) است.